# Turbinicarpus laui

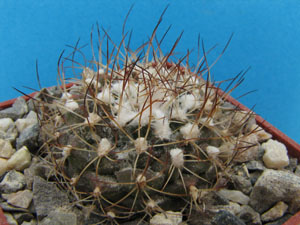
Kulturpflanze

Turbinicarpus laui ist eine Pflanzenart in der Gattung Turbinicarpus aus der Familie der Kakteengewächse (Cactaceae). Das Artepitheton laui ehrt den deutschen Missionar und Kakteenforscher Alfred Bernhard Lau.

## Beschreibung
Turbinicarpus laui wächst einzeln mit gelblich grünen, abgeflacht kugelförmigen Körpern und Faserwurzeln. Die Körper erreichen Wuchshöhen von 0,5 bis 1,5 Zentimetern und Durchmesser von 1,2 bis 3,5 Zentimeter. Ihre breiten konischen Höcker sind 3 bis 5 Millimeter hoch. Es kein Mitteldorn vorhanden. Die 6 bis 12 ausstrahlenden Randdornen sind bräunlich weiß, mehr oder weniger gerade und 12 bis 22 Millimeter lang.
Die weißen Blüten besitzen einen bräunlichen Mittelstreifen. Sie sind 1,8 bis 2,5 Zentimeter lang und weisen Durchmesser von 3,1 bis 3,5 Zentimetern auf. Die leicht verlängerten, grünlichen bis braunen Früchte sind 5 bis 7 Millimeter lang und erreichen einen Durchmesser von 5 Millimetern.

## Systematik, Verbreitung und Gefährdung
Turbinicarpus laui ist im mexikanischen Bundesstaat San Luis Potosí verbreitet.
Die Erstbeschreibung erfolgte 1975 durch Charles Edward Glass und Robert Alan Foster. Nomenklatorische Synonyme sind Neolloydia laui (Glass & R.A.Foster) E.F.Anderson (1986) und Pediocactus laui (Glass & R.A.Foster) Halda (1998).
Turbinicarpus laui wird in Anhang I des Washingtoner Artenschutz-Übereinkommen geführt. In der Roten Liste gefährdeter Arten der IUCN von 2002 wurde die Art als „Vulnerable (VU)“, d. h. gefährdet eingestuft. Seit 2013 wird sie als „Critically Endangered (CR)“, d. h. vom Aussterben bedroht geführt.

## Nachweise

## Weiterführende Literatur
- Martín Mata Rosas, Mario Alberto Monroy De La Rosa, Katja Moebius Goldammer, Víctor M. Chávez Avila: Micropropagation of Turbinicarpus laui Glass Et Foster, an Endemic and Endangered Species. In: Vitro Cellular & Developmental Biology. Plant. Band 37, Nr. 3, 2001, S. 400–404 (JSTOR:4293481).